# Lago di Pontesei
Il lago di Pontesei (775 m s.l.m.) è un piccolo bacino idroelettrico della Val di Zoldo, in provincia di Belluno, ricavato sbarrando il corso del torrente Maè con una diga costruita tra il 1955 e il 1957. Il 22 marzo 1959 una frana dal suo versante nell'invaso provocò un'ondata che causò una vittima, il custode Arcangelo Tiziani.

## Descrizione

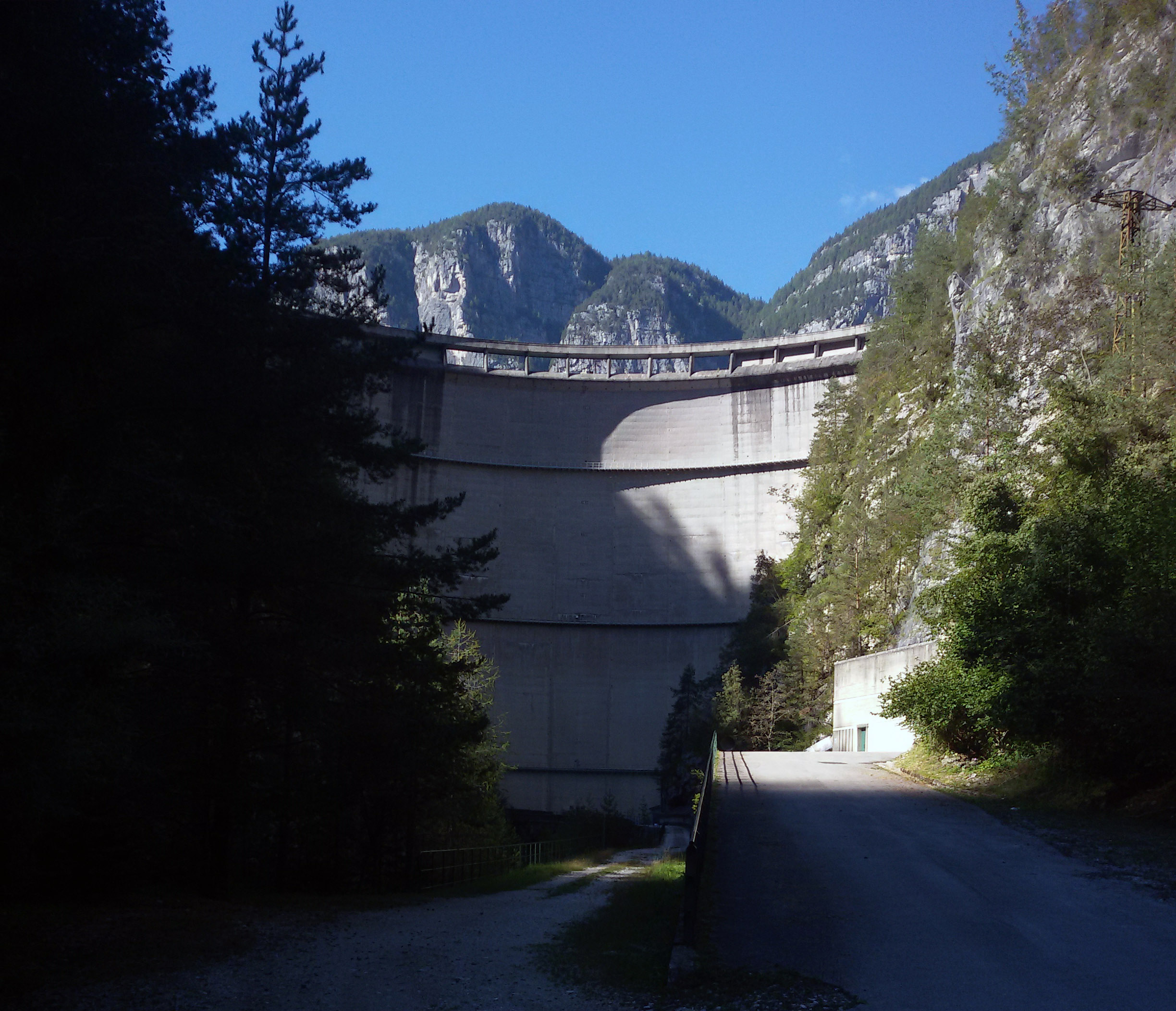
La diga di Pontesei vista da valle

Questo lago separa idealmente le due parti della vallata, dividendo lo Zoldano vero e proprio (a monte) dal cosiddetto Canal del Maè (a valle). Il toponimo deriva dal termine locale pontesièi ("ponticelli") e fa riferimento ai ponti che, prima della costruzione dell'attuale strada provinciale 251, permettevano di superare la località, caratterizzata da pendii ripidi e passaggi esposti.
La diga fu progettata dall'ingegnere Carlo Semenza, con la consulenza privata del geologo Francesco Penta, per la SADE.

## Dati tecnici
- Tipologia diga: arco a doppia curvatura
- Altezza dal punto più depresso delle fondazioni: 90 m
- Sviluppo del coronamento: 144,7 m
- Volume della diga: 65.000 m³
- Livello di massimo invaso: 800 m
- Capacità di invaso complessiva: 10 milioni di m³
- Capacità di invaso utile: 9,1 milioni di m³
- Superficie del bacino imbrifero: 172 km²
- Corso d'acqua: Maè

## La frana del 1959

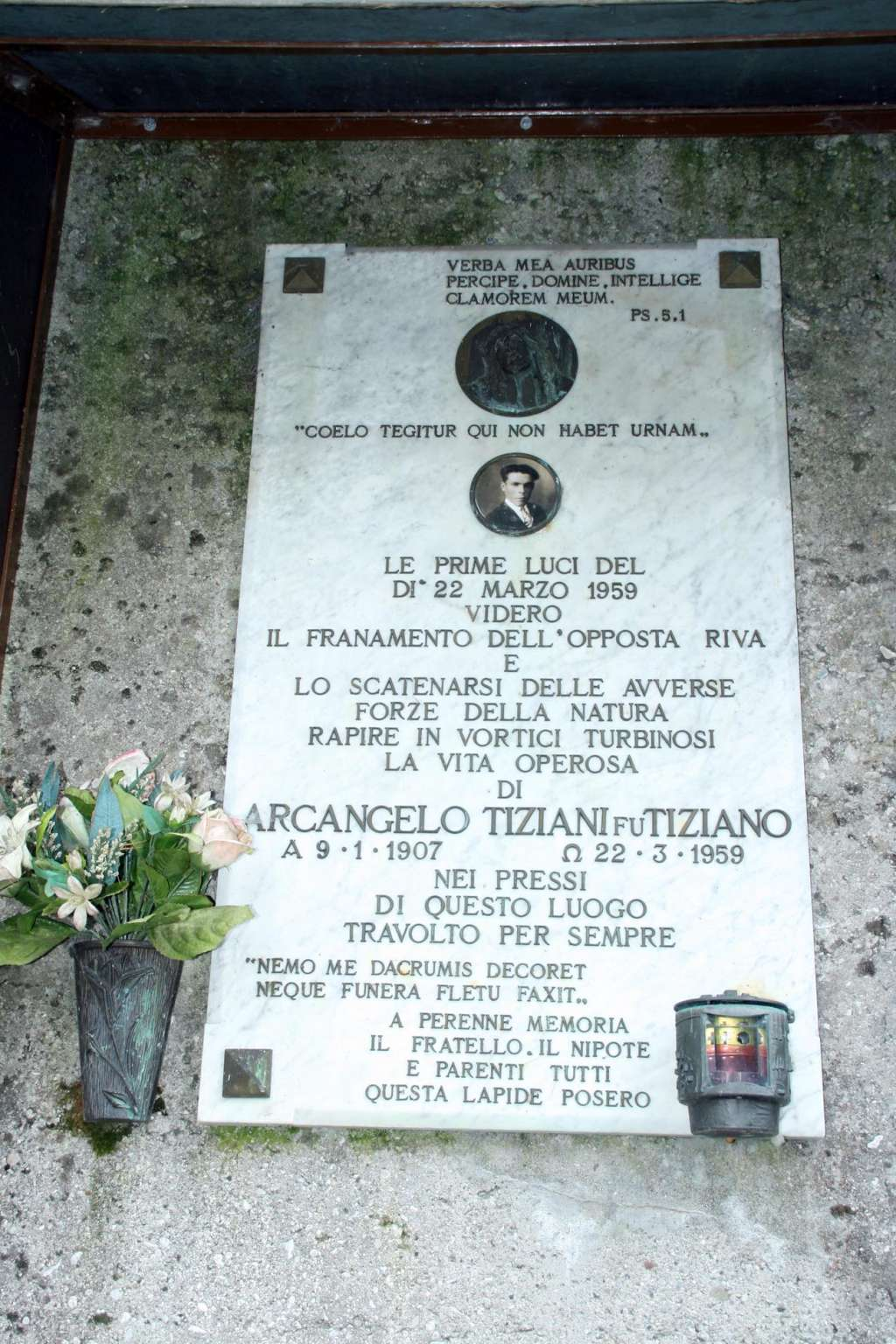
La lapide di Arcangelo Tiziani

La diga in origine formava un invaso ben più vasto, che raggiungeva la confluenza con il torrente Maresón in località.
Preceduta da numerosi segni premonitori, tra cui la formazione di fessure lungo la sede stradale costeggiante l'invaso, alle ore 7.00 del 22 marzo 1959 una frana, con un volume stimato di circa 3 milioni di metri cubi, si staccò dalle falde del monte Castellin e dello Spiz, sulla sponda sinistra del lago, su di un fronte di 500 metri e precipitò in 2-3 minuti, colmando parzialmente il lago.
Nonostante il bacino fosse 14 metri al di sotto del livello di pieno carico, la frana provocò un'ondata che sormontò la diga. A monte l'onda sì alzò di 30 metri. L'incidente è considerato un'anticipazione del disastro del Vajont per le analogie del suo evolversi.
Le analisi dei periti indicarono che il materiale franato costituiva originariamente una coltre detritica, in alcuni punti spessa anche 20 metri.

### L'unica vittima e i superstiti
Arcangelo Tiziani, un operaio invalido, impegnato nella sorveglianza degli alloggiamenti e attrezzature del cantiere dell'impresa Cargnel che stava svolgendo la costruzione della centrale elettrica a valle della diga, si dirigeva da Forno di Zoldo al cantiere. A causa dei movimenti della frana, che avevano danneggiato la sede stradale, la S.S 251 era stata chiusa già dalle 6.00 del mattino dalle guardie forestali.
Sul sentiero nella sponda opposta, sorpassò in bicicletta l'ingegnere Camillo Linari e il geometra Marinello in servizio alla SADE, che si trovavano lì per poter osservare meglio i movimenti della frana, quando all'improvviso la frana di tre milioni di metri cubi di roccia si staccò dai monti Castellin e Spiz, precipitando nell'invaso, 14 metri sotto il livello di massimo. Mentre i due tecnici, essendosi resi conto del pericolo, fuggirono risalendo velocemente il versante, Tiziani non riuscì, anche per via della sua zoppia, a mettersi in salvo, finendo travolto dall'onda, alta in quel punto 6 o 7 metri, che lo trascinò sul fondo del lago. Il suo corpo non fu mai più ritrovato.
La corriera Fiat 680 RN della "Autoservizi Zoldana", con sede a Longarone, era giunta a Forno di Zoldo la sera precedente e partì regolarmente alle ore 7 da Forno. A bordo c'erano una decina di persone: i due autisti, Valentino Martini (conducente) e Alfonso Molin Pradel (uno dei comproprietari della ditta), il bigliettaio Dario Soccol, un carabiniere e i passeggeri.
All'inizio del lago, in località Pont Aut (ponte alto), visto il blocco stradale sulla S.S 251 a causa della sede stradale danneggiata dai movimenti della frana, furono fermati e i passeggeri fatti scendere e indirizzati, attraversando un piccolo ponte, verso il sentiero nella riva opposta. Avrebbero dovuto arrivare alla diga, per trovare un'altra corriera diretta a Longarone. La strada si trovava circa 30 metri più in alto del livello del lago in quel momento.
Appena i passeggeri scesero, mentre l'autista era in procinto di girare la corriera per tornare indietro, sentirono un grosso boato, con un bagliore proveniente dalla linea ad alta tensione, e videro l'onda arrivare verso di loro. Tutti scapparono verso monte, mettendosi al riparo di uno sperone di roccia dietro la curva della strada. L'onda raggiunse la corriera, l'alzò, la girò e la depose sullo sperone di roccia sopra un carrello da miniera, piegandone il telaio, rompendo i vetri e riempiendola di sassi. Alfonso Molin Pradel, ultimo in coda al gruppo di persone, venne travolto dall'onda e trascinato verso valle. L'acqua però lo fece incastrare nella ringhiera del piccolo ponte e, riuscendo a salvarsi, venne ricoverato in ospedale con pochi traumi. La corriera verrà recuperata quasi un mese dopo e rimessa in servizio con un'ingente spesa.
Nonostante la distanza di circa 1,2 km dal luogo della frana, l'onda del lago che si dirigeva verso monte ebbe la forza di alzarsi per 30 metri e sollevare un mezzo pesante circa 50 quintali.
Silvio Teza, con altri tre occupanti (Giovanni e Marcello Teza, Francesco Panciera), a bordo del camion O.M Super Taurus stava salendo da Villanova di Longarone in direzione Goima di Zoldo. Giunto in prossimità della diga, superato il ponte sul Rio Bosconero a circa 200 metri, l'autista sentì il volante vibrare in modo costante e vide i tralicci dell'alta tensione piegarsi e scendere verso il basso, provocando una serie di lampi. La strada davanti a lui sparì, mentre la montagna di fronte si spostava aumentando di velocità. Fermò il camion per far scendere i suoi passeggeri. Pensando di salvare il camion, innestò la retromarcia ritornando verso il ponte, ma attraverso lo specchio retrovisore vide l'onda dietro di lui che sollevò il ponte, del peso di 600 t, per trascinarlo sul fondo. Fortunatamente le altre persone con lui erano salve e si trovavano isolate. Il suo camion fu recuperato alcuni mesi dopo, quando venne installato un ponte Bailey, rimasto sul posto fino agli inizi degli anni novanta.

## Condizione del bacino dopo la frana
La roccia franata, tuttora ben visibile dalla strada, riempì parzialmente il bacino, che fino al 1966 continuò a essere riempito fino al massimo invaso, anche se parzialmente ridotto (da 9 a 6 milioni di m³), formando una sorta di promontorio entro il lago. Il serbatoio rimase in servizio normale per altri sette anni, fino all'alluvione del 4 novembre 1966.
Il genio civile reputò che l'esondazione del torrente Maè a Forno di Zoldo fosse stata causata dal livello del lago, che avrebbe frenato l'avanzamento del materiale alluvionale trasportato dal torrente verso valle. Ordinò quindi all'Enel di ridurre il livello del massimo invaso di 25 metri, da quota 800 a 775 m s.l.m.
Per ottemperare all'ordine del Genio, si rese necessario realizzare un nuovo scarico di superficie, con una soglia sfiorante e una paratoia a ventola, in sostituzione del calice e delle sette luci sfioranti sul coronamento della diga. Il serbatoio si ridusse ulteriormente a meno di 1 milione di m³ (0,77).
Lungo le coste del lago viene praticata la pesca sportiva alla trota fario.

## Nei media

### Cinema
- Nel 1956 la diga, quasi al termine dei lavori, è stata il luogo delle riprese del film La dinastia del petrolio (Campbell's Kingdom, nel titolo in lingua originale), un film d'avventura britannico uscito nelle sale l'anno successivo, ambientato nell'Alberta canadese, diretto da Ralph Thomas e basato sull'omonimo romanzo del 1952 di Hammond Innes.
- Vajont (2001).

### Fumetti
- Vajont: storia di una diga, Francesco Niccolini (sceneggiatura), Duccio Boscoli (disegni), Padova, BeccoGiallo, 2018, ISBN 9788833140421, OCLC 1090201035.